# San Mauro Pascoli
San Mauro Pascoli ist eine italienische Gemeinde (comune) mit 12.295 Einwohnern (Stand 31. Dezember 2023) in der Provinz Forlì-Cesena,  Region Emilia-Romagna.
Die Gemeinde hieß bis 1932 San Mauro di Romagna. Den neuen Namen bekam sie zur Erinnerung an den Dichter Giovanni Pascoli, der 1855 hier geboren wurde.

## Geographie
Das Ortszentrum liegt etwa sieben Kilometer vom Adriatischen Meer entfernt. Die Gemeinde reicht aber mit dem Fraktion San Mauro Mare auch an die Küste heran. Etwa 15 Kilometer südöstlich liegt die Stadt Rimini, 18 Kilometer nordwestlich die Stadt Cesena.
Nachbargemeinden sind Bellaria-Igea Marina, Rimini, Santarcangelo di Romagna und Savignano sul Rubicone.
Am nördlichen Ortsrand verläuft die Autostrada A14 (Autostrada Adriatica).

## Geschichte

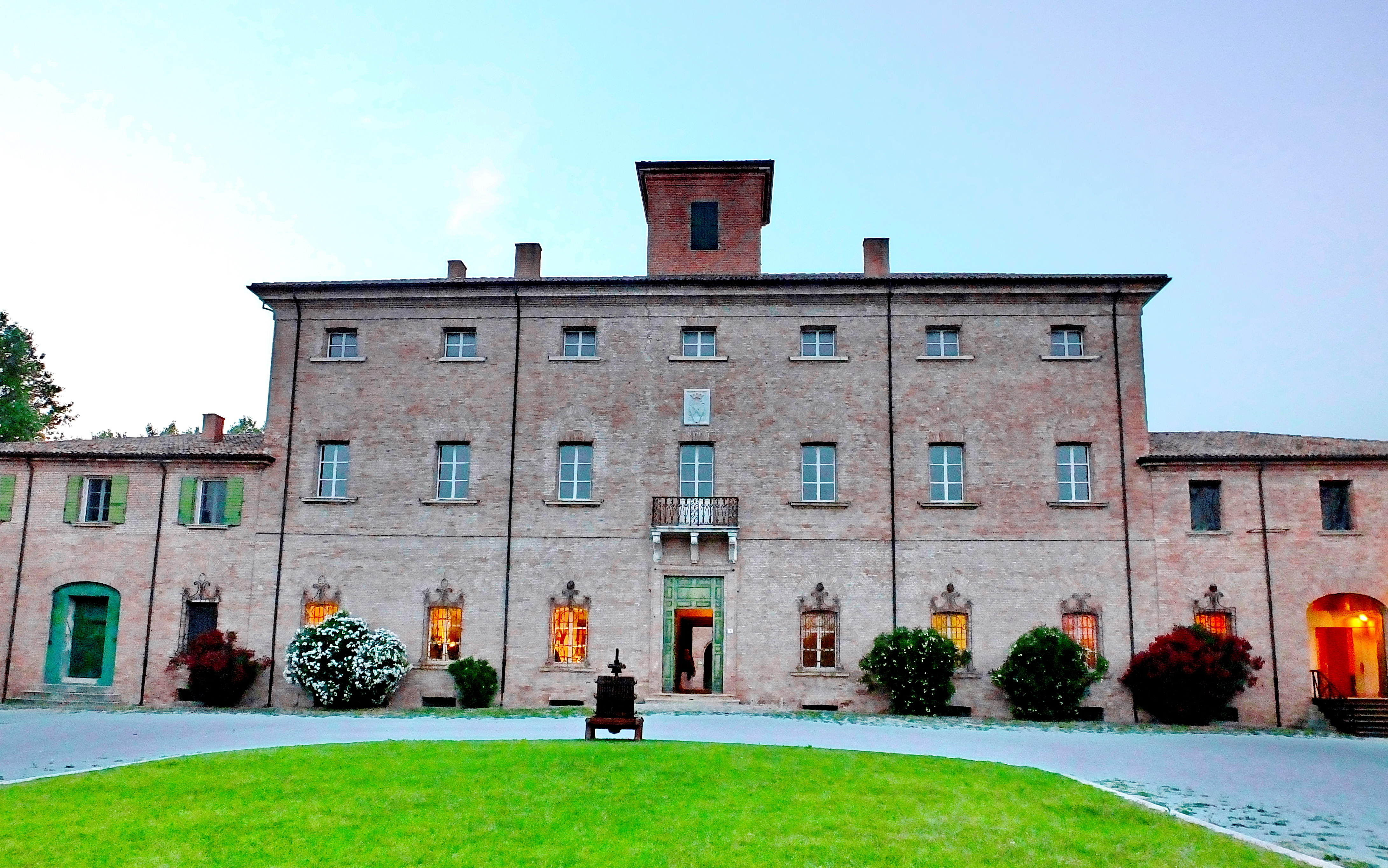
Villa Torlonia – La Torre

San Mauro wurde 1191 in ein Zeugnis als Fundum Sancti Mauri bezeichnet. Im 12. Jahrhundert gab es hier eine San Mauro, Bischof von Cesena gewidmete Kirche. San Mauro gehörte damals zum Gebiet von Savignano sul Rubicone.
1247 gehörte San Mauro der Familie Malatesta. Im 15. Jahrhundert wurde das Lehen von Papst Paul II. an die Familie Zampeschi vergeben. 1590 gehörte San Mauro wieder zum Kirchenstaat.
Ende des 17. Jahrhunderts gehörte San Mauro wieder zu Savignano sul Rubicone und im 18. Jahrhundert gründeten die Fürsten von Torlonia ein Landgut, die Villa Torlonia.
San Mauro wurde 1827 eine unabhängige Gemeinde, und 1932 bekam sie zur Erinnerung an den Dichter Giovanni Pascoli den neuen Namenszusatz.
Während des Zweiten Weltkrieges wurde der Ort stark zerstört.

## Politik

### Bürgermeister
Miro Gori wurde am 8. Juni 2009 zum Bürgermeister von San Mauro Pascoli gewählt (zweites Mandat). Am 26. Mai 2014 wurde Luciana Garbuglia zur Bürgermeisterin gewählt. Gori war nicht mehr angetreten.

### Städtepartnerschaften
Partnerstädte von San Mauro sind
- Teggiano, Italien, seit 1997
- Gračanica (Doboj), Bosnien und Herzegowina, seit 1998
- Sousel, Portugal, seit  2000
- Naumburg (Hessen), Deutschland, seit 2001

## Wirtschaft
Bedeutendes Gewerbe ist ein großer Steinmetz, wo u. a. Massa-Carrara-Marmor auf individuellen Zuschnitt preisgünstig verkauft wird. Ansonsten stehen Dienstleistungen im Vordergrund.

## Sehenswürdigkeiten

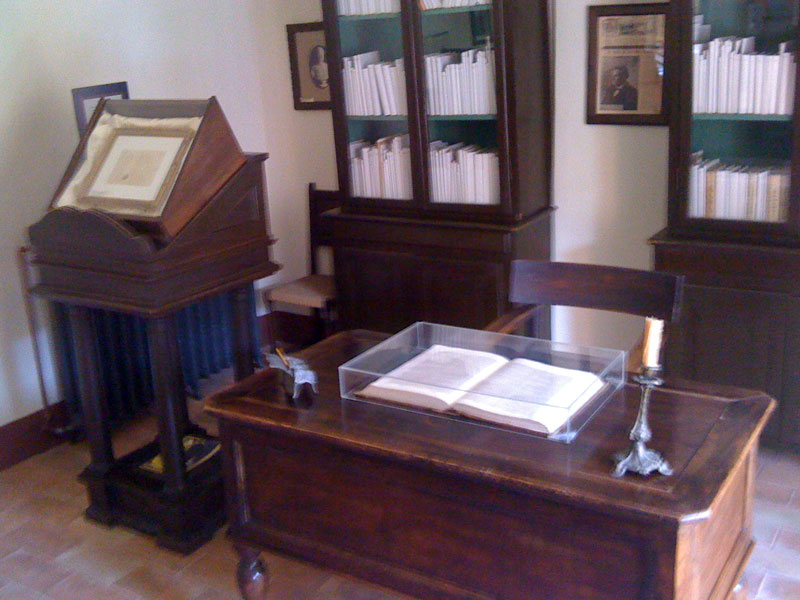
Casa Pascoli: Arbeitszimmers von Pascoli

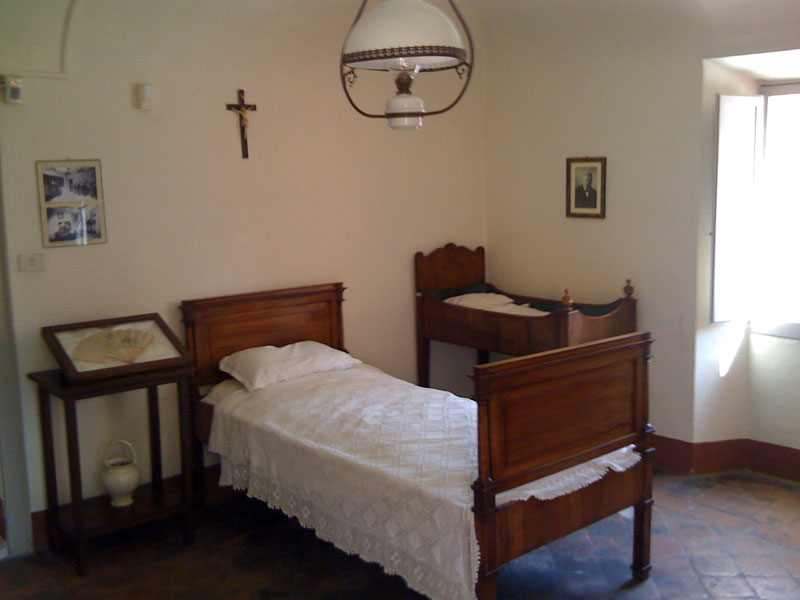
Casa Pascoli: Schlafzimmer

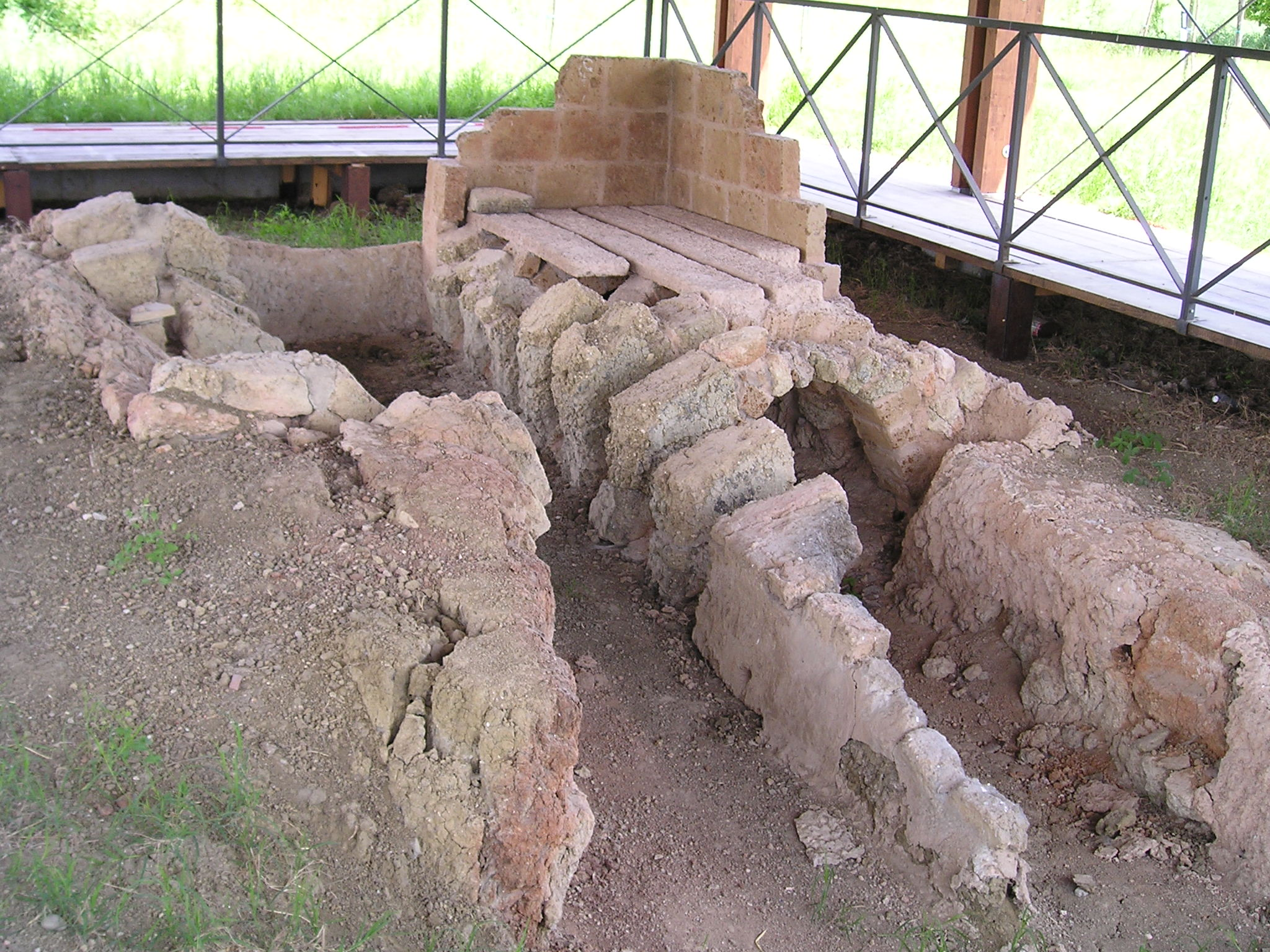
Die römischen Brennöfen

### Casa Pascoli
In der Nähe der Piazza Mazzini befindet sich das Geburtshaus des Dichters Giovanni Pascoli, wo er am 31. Dezember 1855 geboren wurde und wo er seine Kindheit verbrachte. Die Casa Pascoli ist seit 1924 Italienisches Nationaldenkmal. Auch diese Stätte wurde während des Zweiten Weltkrieges stark zerstört (es blieb nur die Küche). Ein Gedenkstein gibt einige Verse von Pascolis Gedicht Casa mia (Mein Zuhause) wieder:
"M'era la casa avanti / tacita al vespro puro / tutta fiorita al muro / di rose rampicanti".
Im Haus befindet sich das „Museo Casa Pascoli“. Das Museum besitzt Gegenstände des Dichters und seiner Mutter: die Wiege, die Möbel des Arbeitszimmers von Pascoli in Bologna, alle Erstausgaben seiner Gedichte, sowie Fotos, Widmungen und Briefsammlungen des Fondo Murari (Briefe von Pascoli, die von seiner Schwester Ida aufbewahrt wurden).

### Mausoleum der Familie Pascoli
Das Mausoleum der Familie Pascoli befindet sich auf dem Friedhof des Dorfes. Im Mausoleum sind die Mitglieder der Familie Pascoli begraben, außer Giovanni Pascoli und seinen beiden Schwestern, Ida und Mariù, die auf dem Friedhof von Castelvecchio Pascoli, Gemeinde Barga, Toskana, bestattet sind.

### La Torre
Villa Torlonia oder La Torre, ist ein Landgut, das im 18. Jahrhundert von den Fürsten Torlonia gegründet wurde. Es befindet sich drei Kilometer vom Ortszentrum entfernt.
Heutzutage werden hier kulturelle Events und Veranstaltungen durchgeführt.

### Römische Brennöfen
In der Nähe der Villa Torlonia wurden einige römische Brennöfen gefunden, die zur Herstellung von Ziegeln benutzt wurden.

### Kapelle der Madonna dell’Acqua
Die kleine Kapelle der Madonna dell’Acqua wurde 1616 nach Entscheidung des Bischofsvikars von Rimini errichtet und nach der Zerstörung während des Zweiten Weltkrieges wieder aufgebaut. Die Kapelle befindet sich in den Gärten der Casa Pascoli. Sie dient heute als Kriegerdenkmal.

## Persönlichkeiten
- Giovanni Pascoli (1855–1912), Dichter
- Sergio Rossi (1935–2020), Schuhdesigner
- Giuseppe Zanotti (* 1957), Modedesigner